# Нусрат Фатех Алі Хан
Нусрат Фатех Алі Хан (13 жовтня 1948, Фейсалабад, Пакистан — 16 серпня 1997, Лондон, Велика Британія) — пакистанський співак, виконував музику переважно в суфійському стилі каввалі. Він надзвичайно популярний серед шанувальників цього стилю; згідно з Книгою рекордів Гіннеса, до 2001 року було випущено 125 альбомів з його музикою, що є рекордом для записів у стилі каввалі. Отримав прізвисько «Шахіншах каввалі», що означає «Цар царів каввалі». Писав популярну музику до індійських фільмів.

## Біографія
Нусрат народився 13 жовтня 1948 року в пакистанському місті Лайяллпур (Фейсалабад), куди його батьки переїхали з Індії за рік до народження сина. Родина Хан протягом 600 років займалася музикою. У дитинстві хлопчик не відрізнявся особливими вокальними здібностями, тому його батько — відомий виконавець каввалі Устад Фатех Алі Хан, хотів, щоб він став лікарем або інженером. Але в 17 років юнак побачив сон, в якому його вже померлий до цього часу батько заповідав Нусрату продовжити сімейну справу і стати співаком. І Нусрат став навчатися мистецтва каввалі у своїх дядьків — Устада Мубарака Алі Хана, Устада Саламата Алі Хана і Устада Навазиша Алі Хана. У 1964 році він став учасником ансамблю свого батька, а в 1971 році, після хвороби Устада Мубарака Алі Хана 23-річний Нусрат очолив ансамбль.
Спираючись на записи виступів, що залишилися від батька і дядьків, Нусрат розробив свій власний стиль виконання каввалі, піднявши його естетичне й духовне значення на новий рівень, і став відомим виконавцем у Пакистані і за його межами. Як основні інструменти використовувалися табла і фісгармонія. Його брат Фаррух Фатех Алі Хан протягом 25 років грав в ансамблі на фісгармонії.
У 1985 році Нусрат виступив з концертом у Великій Британії. А потім здійснив турне по всій Європі.
У 1989 році він вперше прибув з гастролями в США. Тут же взяв участь у записі музики для кінофільмів.  В цей час особлива популярність прийшла до нього завдяки роботі з Пітером Гебріелем над звуковою доріжкою до фільму «Остання спокуса Христа» (1988) та участі у записі альбомів канадського музиканта Майкла Брука. За цим були ряд альбомів, співпраця з іншими західними музикантами, музичні турне по різних (понад 40) країнах.
Він помер у Кромвельському госпіталі Лондона через зупинку серця.

## Нагороди
- У 1987 році він отримав від Президента Пакистану нагороду за внесок у пакистанську музику.
- У 1995 році отримав музичний приз ЮНЕСКО.
- У 1996 році удостоєний Гран-прі де-Амерікес на Монреальському кінофестивалі за винятковий внесок у мистецтво кіно.
- У 1996 році — Азійська премія культури Фукуока. У Японії він також згадувався як Будаї або 'Співаючий Будда'.
- У 2005 році хан отримав нагороду 'Легенди' на британській премії Asian Music Awards.
- Випуск журналу Time Magazine від 6 листопада 2006 року, '60 років азійських героїв', перераховує його як одного з перших 12 художників та мислителів за останні 60 років.
- Він також з'явився на NPR у списку 50 хороших голосів у 2010 році.
- У серпні 2010 року він був включений в CNN список двадцяти найбільш знакових музикантів з останніх п'ятдесят років.
- У 2008 році Хан опинився на 14-му місці в списку найкращих співаків всіх часів UGO.

## Відгуки
Етномузиколог Вірджинія Горлінскі відзначала, що «Нусрат вірив у всеосяжність музичного послання, і прагнув за допомогою свого музичного виконання подолати релігійні та культурні кордони».

## Дискографія (обрана)
- 1990: Mustt Mustt[en]
- 1991: The Day, the Night, the Dawn, the Dusk[en]
- 1992: Devotional Songs(інші мови)
- 1996: Nusrat Fateh Ali Khan, Vol.115: Chishti Gulshan. (c) Oriental Star Agencies Ltd.
- 1996: Night Song[en]
- 1997: Star Rise[en]
- 2000: Back to Qawwali. (c) Long Distance.
- 2010: Traditional sufi qawwalis — Live In London, Vol. II. (c) Navras Records Ltd.
- 2011: Nusrat Fateh Ali Khan Album — 17. (c) Rockville.
- 2012: Missives From Allah. BCD/3RDP.
- 2012: 50 Greatest Hits Nusrat Fateh Ali Khan. (c) Times Music.